# You Wanted the Best
You Wanted the Best è un singolo del gruppo musicale statunitense Kiss, pubblicato nel 1998 ed estratto dall'album Psycho Circus.

## Descrizione
Gene Simmons, l'unico autore della canzone, disse riguardo al testo: "I testi parlano di un periodo in cui tutti nella band si lamentavano a vicenda sulla stampa. Con la famiglia, c'è sempre un misto di affetto e litigi. Ascolta, siamo davvero servitori delle persone. Alla fine dobbiamo spazzare via le nostre differenze interne per il bene più grande del tutto, che sono i fan."
La canzone è l'unica in cui tutti i membri della band condividono la voce solista. All'inizio, la canzone si intitolava Just Give Me Love e fu scritta nel 1977, ma Simmons cambiò il testo per farla diventare la storia dei membri della band.
È una delle sole tre canzoni dell'album in cui Ace Frehley suona la chitarra solista, rispetto alle altre, che furono Into the Void e In Your Face. La batteria non fu suonata da Peter Criss, ma da Kevin Valentine, un batterista di sessione che suonò in ogni traccia dell'album, tranne Into the Void.
Questa canzone fu pubblicata come quarto singolo estratto dall'album. Riuscì a classificarsi solo sulla Billboard Mainstream Rock Tracks, raggiungendo il numero 22.
I Kiss non hanno mai eseguito questo brano dal vivo.

## Formazione
- Gene Simmons – basso, cori e voce principale
- Paul Stanley – chitarra ritmica, cori e voce principale
- Ace Frehley – chitarra solista, cori e voce principale
- Peter Criss – cori e voce principale

### Musicisti non accreditati
- Kevin Valentine – batteria

## Classifiche
| Classifica (1998)  | Posizione massima |
| ------------------ | ----------------- |
| Stati Uniti (rock) | 22                |